# Svenska evangelisk-lutherska Bethlehemkyrkan
Svenska evangelisk-lutherska Bethlehemkyrkan (svenska: Swedish Evangelical Lutheran Bethlehem Church) är en luthersk kyrka i Aitkin County. är en luthersk kyrka i Nordland Township, Minnesota, USA. Kyrkan byggdes 1897 av svenskamerikaner men församling bildades redan 1891. Kyrkan var den andra i ordningen av fem svenska lutherska kyrkor i Aitikin som fick motta en betydande mängd svenska invandrare i slutet av 1800-talet.